# Cerratón de Juarros
Cerratón de Juarros település Spanyolországban, Burgos tartományban. Cerratón de Juarros Alcocero de Mola, Valle de Oca, Villafranca Montes de Oca, Arraya de Oca, Villaescusa la Sombría és Castil de Peones községekkel határos. Lakosainak száma 45 fő (2024).

## Népesség
A település népessége az utóbbi években az alábbiak szerint változott:
| Lakosok száma | 78   | 62   | 63   | 59   | 54   | 57   | 53   | 62   | 52   | 45   |
|               | 2001 | 2004 | 2006 | 2009 | 2011 | 2014 | 2016 | 2019 | 2021 | 2024 |